# Gare d’Obermodern
Gare d’Obermodern vasútállomás Franciaországban, Obermodern-Zutzendorf településen.

## Vasútvonalak
Az állomást az alábbi vasútvonalak érintik:
- Mommenheim-Sarreguemines-vasútvonal
- Steinbourg-Schweighouse-sur-Moder-vasútvonal

## Kapcsolódó állomások
A vasútállomáshoz az alábbi állomások vannak a legközelebb:
- Gare d’Ingwiller
- Gare de Mommenheim